# Muzeum Morskie Czarnogóry
Muzeum Morskie w Kotorze (serb. Pomorski muzej u Kotoru lub Pomorski muzej Crne Gore u Kotoru, lat. Museum Maritimum) – muzeum morskie zlokalizowane w centrum starego miasta w Kotorze (Czarnogóra), w barokowym pałacu Grgurina (serb. Palata Grgurin) z początku XVIII wieku.

## Historia
Placówka powstała w wyniku stopniowego rozwoju prywatnej kolekcji Bractwa „Bokeljska mornarica”, założonego około 1880. Zbiór otwarto dla zwiedzających w 1900, a w 1938 odnowiono. W obecnym budynku muzeum znalazło miejsce po zakończeniu II wojny światowej, w latach 1949-1952. Pałac szlacheckiej rodziny Grgurina, został całkowicie odrestaurowany i przystosowany na potrzeby muzealne.
Silne trzęsienie ziemi z 15 kwietnia 1979 przerwało działalność placówki, ponieważ budynek doznał poważnych uszkodzeń. W latach 1982–1984 prowadzono prace renowacyjne, konserwatorskie i restauratorskie, po których ponownie otwarto kolekcję.

## Ekspozycja
Muzeum gromadzi eksponaty z różnych dziedzin, ze szczególnym uwzględnieniem pamiątek marynistycznych. Główna część ekspozycji to sala poświęcona czasom największej potęgi floty bokokotorskiej (XVI-XVIII wiek). W sali umieszczono stare mapy, przyrządy nawigacyjne i optyczne (m.in. lunety), ryciny i obrazy prezentujące widoki Zatoki Kotorskiej, Kotoru, Primorja i miast czarnogórskich. Są tu też modele statków, portrety Primorjan i obrazy marynistyczne. Specjalna kolekcja poświęcona jest marynarce i flocie bokokotorskiej, czyli Bokelijskiej mornaricy, powstałej prawdopodobnie już w IX wieku. W ramach tej części zrekonstruowano XIX-wieczne mieszkania zamożnych rodów kotorskich związanych z morzem. Osobami z takich rodów byli m.in. Marko Ivelić, dyplomata w rosyjskiej służbie carskiej, czy też Marko Eugen Florio, habsburski admirał, po których pamiątki umieszczono w gablotach. Dział etnograficzny pokazuje tradycyjne stroje ludowe z obszaru Zatoki Kotorskiej, jak również różnego rodzaju narzędzia, czy ozdoby. Część ekspozycji poświęcona jest broni białej i palnej, także orientalnej (XVII-XIX wiek).

## Galeria

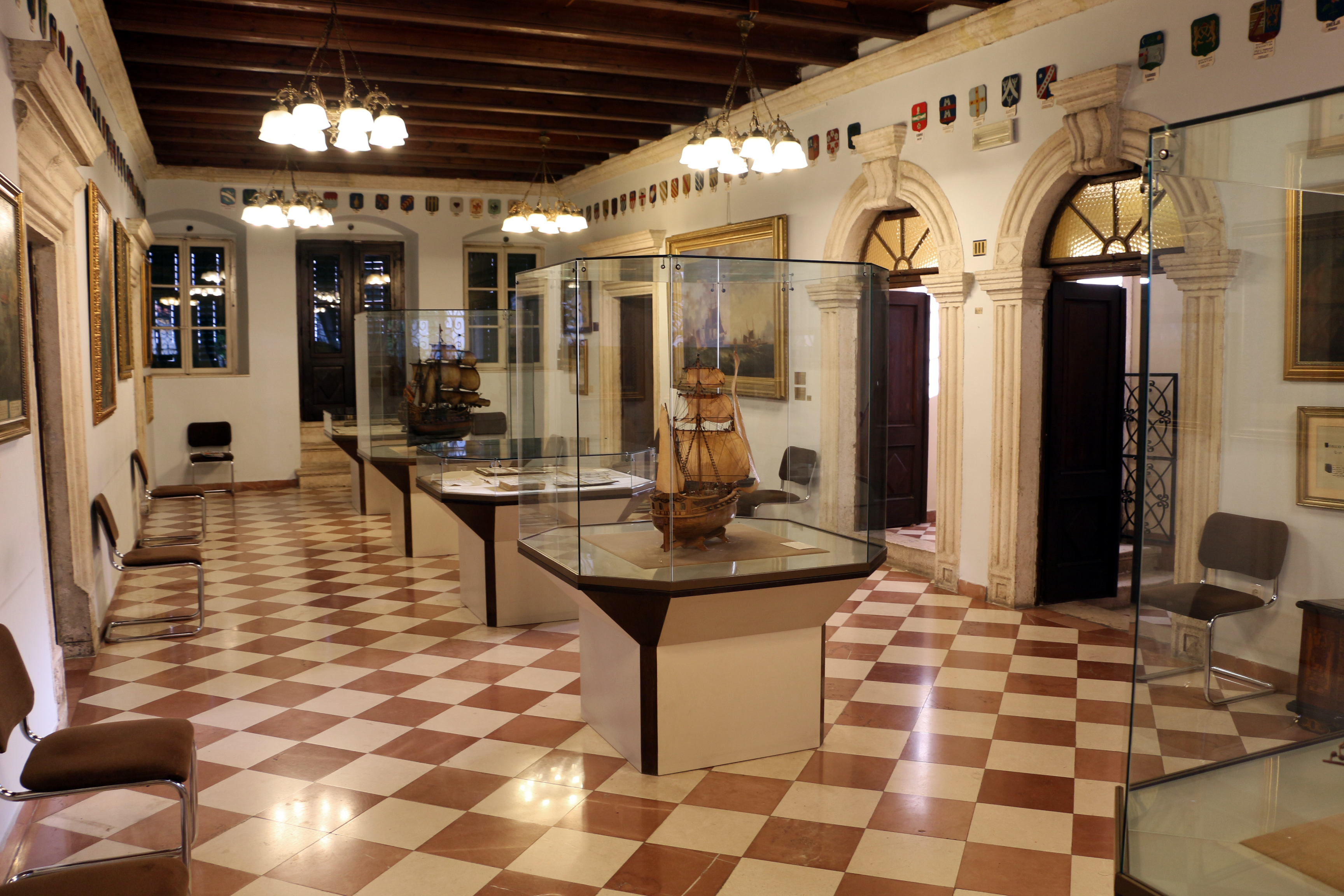
Fragment ekspozycji
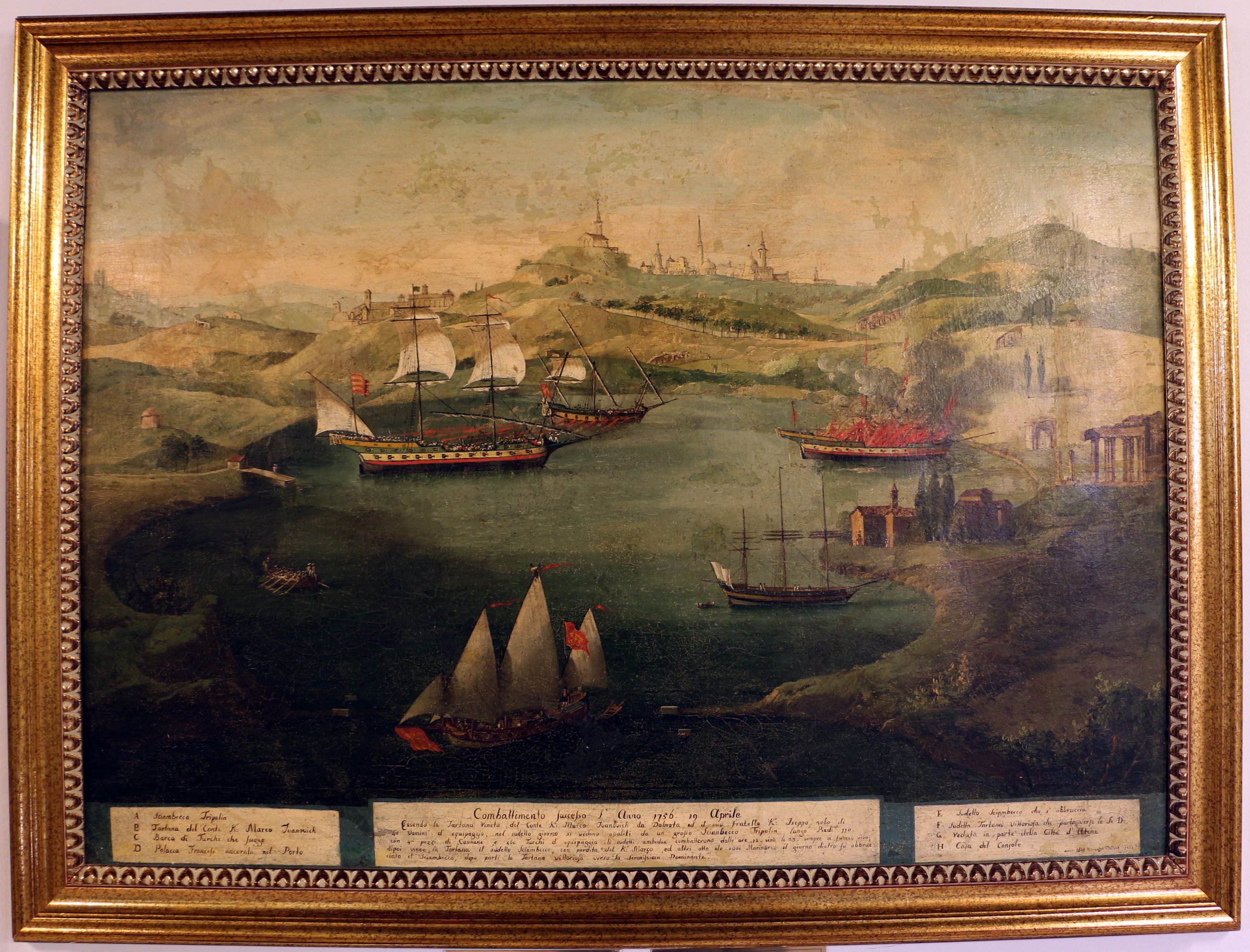
Vincenzo Chilone, Bitwa morska w porcie (1823)